# ベア・ナックル
『ベア・ナックル』は、1991年8月にメガドライブで発売されたセガのベルトスクロールアクションゲーム、およびそのシリーズの名称である。タイトルの「ベアナックル」は、素手で戦うことを指すボクシング用語ベアナックル・ボクシングに由来する。
本シリーズは、『ファイナルファイト』（カプコン）と類似したシステムのベルトスクロールアクションゲームであり、2020年までに4作が発売された。
第一作の音楽は古代祐三が制作しており、『II』と『III』は川島基宏との共作である（古代の担当曲は『II』は全20曲中17曲、『III』は全27曲中16曲である）。
日本国外では "Streets of Rage"（ストリーツ・オブ・レイジ）のタイトルで販売された。これはのちにメガCD用ソフト『セガクラシック アーケードコレクション』の収録作品の1つとして、『I』のみ逆輸入されている。
古代祐三のサウンドワークは評価が高く、各作品の発売と同時期に、アルファレコードよりサウンドトラックCDが発売された。また、2007年8月10日に5pb.から発売されたCD『古代祐三 BEST COLLECTION Vol.2』には、本シリーズ3作品と『ザ・スーパー忍』の音楽がまとめて収録されている。5pb.版CDには『I』のアルファレコード版CDにあったアレンジ曲は入っていないが、その代わり『III』のアルファレコード版CDで未収録だった曲が入っている。
セガにおけるシリーズ展開は『III』で一区切りとなったが、『III』の発売から26年後の2020年4月30日、同作の10年後を描いた『ベア・ナックルIV』が発売された。
また、『IV』発売までの間、このシリーズに影響を受けた世代による続編的なアプローチの作品がセガ以外のメーカーで、いくつか試みられている（詳細は#続編の構想を参照）。

## ベア・ナックル 怒りの鉄拳
『ベア・ナックル 怒りの鉄拳』（ベア・ナックル いかりのてっけん）は、1991年8月2日に日本のセガから発売されたメガドライブ用ベルトスクロールアクションゲーム。
同社の『ベア・ナックルシリーズ』の第1作目。元・警官の3人がシンジケートに立ち向かい、街に平和を取り戻すために戦う。同社のアーケードゲーム『ゴールデンアックス』（1989年）のシステムを土台にしつつ、カプコンから稼働されたアーケードゲーム『ファイナルファイト』（1989年）のエッセンスを加えたものとなっている。
1992年にゲームギアに移植された他、1993年には欧州にてセガ・マスターシステムに移植された。オムニバスソフトとしては、メガCD用ソフト『セガクラシック アーケードコレクション』（1992年）、PlayStation 2およびゲームキューブ用ソフト『ソニック ジェムズ コレクション』（2005年）、PlayStation 3およびXbox 360用ソフト『ソニック アルティメット ジェネシスコレクション』（2009年）などに収録された。メガドライブ版は2007年にWii用ソフトとしてバーチャルコンソールにて配信された他、2008年に携帯電話ゲームとしてiアプリにて、2009年にiOS用ソフトとして、2013年にはニンテンドー3DS用ソフト『3Dベア・ナックル 怒りの鉄拳』として配信された。

### ゲーム内容
能力が異なる3人の主人公からプレイヤーキャラクターを選び、群がる敵を倒しながら進んでいく。使用するボタンは3つで、それぞれジャンプ、攻撃、スペシャル攻撃に割り当てられている。
『ゴールデンアックス』との大きな違いとして、ダッシュおよびダッシュ攻撃が削除された点と敵を掴んだ状態（掴み状態）から繰り出せる技が増えている点が挙げられる（ダッシュは『III』、ダッシュ攻撃は『II』で復活）。これにより、ダッシュ攻撃が重要だった『ゴールデンアックス』から一変し、近距離での肉弾戦が攻略上大きなウェイトを占めるようになった。掴み状態のときは膝蹴りや投げ技を出す以外に、ジャンプボタンで敵の後方に回ることもできる。後方に回ると、通常時とは異なる投げ技を繰り出すことが可能。また、敵に後ろから掴まれて羽交い絞めにされたときは、ジャンプボタンで反動をつけたのち攻撃ボタンを押すことで、逆に敵を投げ返せるという仕掛けもある。
スペシャル攻撃は『ゴールデンアックス』の魔法に近いもので、主人公のかつての同僚である警官を呼び出し、ナパーム弾またはロケットランチャーによる援護射撃で画面内の敵すべてに大ダメージを与えられる。これは原則として1ラウンドにつき1回のみで、ラウンド8では使えないという制約があるが、それ以外のラウンドなら船上や工場内でさえ使用可能。
ジャンプボタンと攻撃ボタンを同時に押すと『ゴールデンアックス』と同様に背後攻撃が可能。この技は判定が強く、一部のボス戦ではわざと敵に背中を向け、近寄ってきた敵をこれで迎撃する戦法が有効となる。
2人プレイ時、相手プレイヤーを掴んで投げることで「合体攻撃」が発動する。ただし、『II』ではこのアクションは削除された。またシリーズで唯一、2人プレイ時ではボスキャラクターが二体登場する。

### 開発
開発はセガ第6AM研究開発部が行い、ゲーム・デザインはメガドライブ用ソフト『ザ・スーパー忍』（1989年）を手掛けた大場規勝とメガドライブ用ソフト『ESWAT』（1990年）を手掛けたちのひろあき、プログラムはメガドライブ用ソフト『北斗の拳 新世紀末救世主伝説』（1989年）を手掛けた百田浩司、音楽は『ザ・スーパー忍』を手掛けた古代祐三が担当している。

#### 音楽
古代はレッドブルとのインタビューの中で、本作での楽曲制作において初めて海外の市場を意識したと話している。
本作のプラットフォームであるメガドライブは日本よりも欧米で売れており、これらの国や地域ではセガの音楽で多く見られたフュージョン系の音楽よりも、クラブミュージックの人気が高かった。
日本においてクラブミュージックはあまり一般的ではなかったものの、古代は将来この音楽が日本でも流行するだろうと考え、海外での音楽の流行に合わせ、本作の音楽にクラブミュージックを取り入れた。
本作のオープニングトラックは開発初期の段階で作られたものであり、ソウル・II・ソウルやエニグマの影響を受けていると古代はレッドブルとのインタビューの中で話している。
一方で、古代は楽曲制作に当たり繰り返し遊ぶというゲームの性質を踏まえる必要があったほか、FM音源のサウンドも自分でプログラミングする必要があったため、本作の楽曲はMTVで流れている音楽とは少し違うユニークなものになったのだろうとレッドブルとのインタビューの中で推測している。
セガ側からは楽曲の指定はなかったものの、当時のコンシューマー部門の部長が古代の音楽を気に入り、採用した。

### キャラクター

#### プレイヤーキャラクター
各キャラクターの能力はパワー、ジャンプ力、スピードの3項目で表される。
アクセル・ストーン（AXEL STONE）
パワーA、ジャンプ力B、スピードA
全シリーズ通しての主人公で、マーシャルアーツの使い手。ジャンプ攻撃のリーチが短いことを除けば大きな欠点はなく、扱いやすいキャラクターである。金髪に青いバンダナ、白いシャツにジーンズという服装で、趣味は「ビデオゲーム」。
ブレイズ・フィールディング（BLAZE FIELDING）
パワーB、ジャンプ力A、スピードA
全シリーズ通してのヒロイン。柔道の達人。本作では頭にバンダナを巻き、袖のあるジャケットを着ている。趣味は「ランバダ」。
アダム・ハンター（ADAM HUNTER）
パワーA、ジャンプ力A、スピードB
ボクサータイプの黒人。コンボではアッパーで敵を空中にあげたところを蹴りとばして、後ろの敵ごとなぎたおせる。趣味は「盆栽」。

#### 敵キャラクター
ガルシア（GARCIA）
シンジケートに金で雇われたゴロツキ、普段は単にパンチで殴るが、時々ナイフなどの武器を使用する雑魚。
Y.シグナル（Y.SIGNAL）
スライディングと投げを使う雑魚。
ノーラ（NORA）
ボンデージ衣装を着用した女雑魚。鞭を持って攻撃する。普段は怪しげな会員制のクラブに勤務しており、女王様と呼ばれているらしい。
白鷹（はくよう、HAKUYO）
少林寺で拳法を学び、あまりの残忍から破門され、シンジケートに雇われた中国系の雑魚。蹴り技を得意とし、ジャンプ力が高い。
ジャック（JACK）
普段は松明や小さな斧をジャグリングしている大柄な体格の雑魚。時には斧や松明を投げることがある。アルバイトでサーカスのピエロをしているらしい。
アントニオ（ANTONIO）
ラウンド1のボス。ブーメランを持っているイタリア系の男。世界ブーメラン選手権3位らしい。接近戦では前蹴りを放ち、遠方からはブーメランを投げてくる。
サウザー（SOUTHER）
ラウンド2のボス。両手にカギ爪を装備している男。こちらの攻撃にすばやく反応し、反撃してくることが多い。ゲームギア版には登場しない。
アバデデ（ABADEDE）
ラウンド3のボス。リング上で25人のレスラーを再起不能にした過去を持つ、顔にメイクをした元プロレスラー。ラリアット攻撃が得意。ゲームギア版には登場しない。
ボンゴ（BONGO）
ラウンド4のボス。中国系の太った大男。口から火を噴きながら突進してくる。投げようとすると逆にこちらがつぶされてしまう。
鬼姫＆夜叉（ONIHIME＆YASHA、海外版ではMONA＆LISA）
ラウンド5のボス。日系人の女性2人組。本作では風貌がブレイズの色違い。素早い動きで回し蹴りなどを仕掛けてくる。
Mr.X
シンジケートのボス、および本作の最終ボス。サブマシンガンで攻撃してくる。なお、2人でプレイしていて、このボスとの決戦の前に特定の条件を満たした上で倒すとバッドエンディングを見る事ができる。

### 移植版
| No. | タイトル                                                                                         | 発売日                                           | 対応機種                                           | 開発元          | 発売元 | メディア | 型式                                                                           | 備考                                 |
| --- | ------------------------------------------------------------------------------------------------ | ------------------------------------------------ | -------------------------------------------------- | --------------- | ------ | --- | ------------------------------------------------------------------------------ | ------------------------------------ |
| 1   | Streets of Rage ベア・ナックル 怒りの鉄拳 Streets of Rage                                        | 1992年10月18日 1992年11月27日 1992年12月31日     | ゲームギア                                         | エインシャント  | セガ   | 2メガビットロムカセット                                                                                                  | 2417 G-3313 2417-50                                                            |                                      |
| 2   | セガクラシック アーケードコレクション                                                            | 1992年10月15日 1992年 1993年4月23日              | メガCD                                             | セガ            | セガ   | CD-ROM | T-4127 4127 G-6012                                                             |                                      |
| 3   | Streets of Rage                                                                                  | 1993年6月7日                                     | セガ・マスターシステム                             | エインシャント  | セガ   | ロムカセット | 9019                                                                           |                                      |
| 4   | ソニック ジェムズ コレクション                                                                   | 2005年8月11日                                    | PlayStation 2 ゲームキューブ                       | ソニックチーム  | セガ   | DVD-ROM | PS2:SLPM-66074 GC:DOL-G2XJ-JPN                                                 | メガドライブ版の移植、日本版のみ収録 |
| 5   | Streets of Rage ベア・ナックル 怒りの鉄拳 Streets of Rage                                        | 2007年2月19日 2007年2月27日 2007年3月2日         | Wii                                                | セガ            | セガ   | ダウンロード （バーチャルコンソール）                                                                                    | AGB-P-A3PE AGB-P-A3PP                                                          | 日本では2019年1月31日配信終了        |
| 6   | ベアナックル モバイル                                                                            | 2008年9月25日                                    | FOMA703i/903iシリーズ以降 （iアプリ）              | セガ            | セガ   | ダウンロード （ぷよぷよ! セガ）                                                                                          | -                                                                              | メガドライブ版の移植                 |
| 7   | ソニック アルティメット ジェネシスコレクション                                                   | 2009年2月10日 2009年2月20日                      | PlayStation 3 Xbox 360                             | Backbone        | セガ   | BD-ROM DVD-ROM | PS3: BLUS-30259 BLES-00475 X36: 68034 384-40210                                | メガドライブ版の移植                 |
| 8   | Streets of Rage ベア・ナックル                                                                   | 2009年7月14日 2009年8月19日                      | iPhone、iPod touch (iOS)                           | セガ            | セガ   | ダウンロード | 320540355                                                                      |                                      |
| 9   | ベアナックル モバイル                                                                            | 2010年1月7日                                     | Windows Mobile                                     | セガ            | セガ   | ダウンロード (Windows Marketplace for Mobile)                                                                            | -                                                                              | メガドライブ版の移植                 |
| 10  | Streets of Rage                                                                                  | 2011年1月26日                                    | Windows                                            | セガ            | セガ   | ダウンロード (Steam) | 71164                                                                          |                                      |
| 11  | Sega Mega Drive Classics Collection Vol.4                                                        | 2011年2月4日                                     | Windows                                            | セガ            | セガ   | CD-ROM | -                                                                              | メガドライブ版の移植                 |
| 12  | Sega Genesis Classic Collection - Gold Edition Sega Mega Drive Classic Collection - Gold Edition | 2011年3月15日 2011年3月18日                      | Windows                                            | セガ            | セガ   | DVD-ROM | -                                                                              |                                      |
| 13  | SEGA Genesis Classics Collection Sega Mega Drive Classic Collection                              | 2011年3月25日                                    | Windows                                            | セガ            | セガ   | ダウンロード (Steam) | -                                                                              | メガドライブ版の移植                 |
| 14  | ベア・ナックルコレクション Sega Vintage Collection - Streets of Rage                             | INT 2012年5月30日                                | Xbox 360 (Xbox Live Arcade)                        | セガ            | セガ   | ダウンロード | -                                                                              | メガドライブ版の移植                 |
| 15  | 3Dベア・ナックル 怒りの鉄拳 3D Streets of Rage                                                   | 2013年8月21日 2013年12月19日                     | ニンテンドー3DS                                    | セガ            | セガ   | ダウンロード （セガ3D復刻プロジェクト）                                                                                  | CTR-JRAJ-JPN CTR-JRAE-USA CTR-JRAP-EUR                                         |                                      |
| 16  | Streets of Rage                                                                                  | INT 2017年12月6日                                | Android                                            | セガ            | セガ   | ダウンロード (Google Play)                                                                                               | -                                                                              | メガドライブ版の移植                 |
| 17  | Sega Genesis Classics                                                                            | 2018年5月29日 Switch 2018年12月7日 2018年12月6日 | Linux macOS PlayStation 4 Xbox One Nintendo Switch | d3t セガ        | セガ   | ダウンロード (Steam、PlayStation Store、 Microsoft Store、 ニンテンドーeショップ) BD-ROM Nintendo Switch専用ゲームカード | PS4: CUSA-10828 CUSA-09771 XBO: INL-SE10663080 Switch: HAC-P-AQGKB HAC-P-AQGKA | メガドライブ版の移植                 |
| 18  | セガ メガドライブ for Nintendo Switch Online                                                     | 2025年4月11日                                    | Nintendo Switch                                    | 任天堂 エムツー | 任天堂 | ダウンロード | -                                                                              | メガドライブ版の移植                 |

セガ・マスターシステム版
海外のみで発売、1人プレイ専用。プレイヤーキャラクターはメガドライブ版と同様の3人が使用可。2ボタンしかないため、スペシャル攻撃は一旦ポーズをかけて使用する。
ゲームギア版
対戦ケーブルを使用することで2人同時プレイができる。プレイヤーキャラクターではアダムが削られアクセルとブレイズのみとなり、またスペシャル攻撃も削除されている。
iモード/Windows Mobile版
ベアナックルを携帯電話向けにフルアレンジした製品。グラフィックが一新され『II』に近いグラフィックになっている他、片手操作でもプレイできるように調整されている。
Xbox 360版
ベア・ナックルコレクションに収録。
ニンテンドー3DS版
2013年8月21日よりダウンロード専売ソフトとして配信中。セガの「3D復刻プロジェクト」第8弾タイトルでもあり、裸眼立体視に対応しているほか、3DS版オリジナルプレイスタイル「一撃必殺モード」や「途中セーブ」機能などが搭載されている。なお、2台の3DSにそれぞれ本作をインストールしている場合、ワイヤレス通信を使った2人同時プレイも可能。
2014年12月18日発売された『セガ3D復刻アーカイブス』にも収録。

### スタッフ
- ゲーム・デザイン：THERE IS "NO" ACCOUNTING FOR TASTES.（大場規勝）、TINON（ちのひろあき）
- プログラマー：MOMONGA MOMO（百田浩司）、LITTLE SUN
- デザイン：ATSUMIYA SEISHI（清宮敦嗣）、RASCAL FUKU-CHAN（福田ひろみ）、NANDEMO、UDI
- 音楽：古代祐三
- サウンド・アシスト：T.N（中村隆之）
- スペシャル・サンクス：BO（上保徳彦）、KOTTU、YAMAICHI（やまもとけいいち）、ORE、THUNDER、SCOTT

### 評価
- ゲーム誌『ファミコン通信』の「クロスレビュー」では合計で27点（満40点）[28]、『メガドライブFAN』の読者投票による「ゲーム通信簿」での評価は以下の通りとなっており、22.94点（満30点）となっている[4]。

| 項目 | キャラクタ | 音楽 | 操作性 | 熱中度 | お買得度 | オリジナリティ | 総合  |
| 得点 | 3.85       | 3.94 | 3.78   | 4.12   | 3.86     | 3.39           | 22.94 |

- ゲーム本『メガドライブ大全』（2004年、太田出版）では、本シリーズの特徴的な要素として「後方組み」や「受け身」を挙げた上で、第1作目である本作にてすでに存在している事を指摘、投げ技を使用する敵キャラクターとの「受け身」を駆使した戦いに関しては「熱いものがあります」と肯定的に評価、さらに古代祐三による音楽を「ハウス調BGM」と指摘した上で世代を超えて愛されていると称賛した[35]。

## ベア・ナックルII 死闘への鎮魂歌
『ベア・ナックルII 死闘への鎮魂歌』（ベア・ナックルツー しとうへのレクイエム）は、1992年12月20日に北米にて日本のセガから発売されたメガドライブ用ベルトスクロールアクションゲームであり、シリーズ第2作目にあたる。日本では1993年1月14日に発売された。
同作は、さらわれたアダムを助けるために、ブレイズとアクセル、アクセルの親友のマックス、そしてアダムの弟のサミーが向かう内容となっている。

## ベア・ナックルIII
『ベア・ナックルIII』（ベア・ナックルスリー）は、1994年3月17日に日本のセガから発売されたメガドライブ用ベルトスクロールアクションゲーム。北米にて先行して発売され、日本では同年3月18日に発売された。
同社の『ベア・ナックルシリーズ』の第3作目。ある街に落とされたラクシン（原爆）を巡る事件と、アクセルのもとに届いたブレイズからの手紙に書かれていた同日に起こったもう1つの事件の裏側に潜む恐るべき陰謀を調査する事を目的としている。前作からゲームシステムは踏襲されているが、アクセル、ブレイズ、サミーの他に新たにドクター・ザンという新キャラクターが追加された。

## 続編の構想
セガサターン用に続編が構想されることはあったが実現せず、ドリームキャスト用にはキャラクターの基本操作が可能なプロトタイプが製作されたが製品化には至らなかった。これは、セガがST-V（アーケードゲーム）で、1996年に『ダイナマイト刑事』（セガサターンにも移植された）リリースの後、アーケードの続編を止めようと決定する前、『ベアナックル』の3Dをセガサターンでリリースしようとしていると噂されていたが結局リリースされなかった。その後、『ダイナマイト刑事』とコンセプトが似たアメリカのCore Designが考案して開発中（ほぼ完成）の、3Dアクションゲーム"Fighting Force"をセガのアメリカが関心を示し、ベア・ナックルの続編として変えて、1996年11月26日に『Streets of Rage 4（Streets of Rage 3D）』として、セガサターンでリリースしようと計画していた。しかし、これは結局はうまくいかず、セガサターンで発売されることはなかった。
その後、アイドスが同作の販売所有権を手に入れ、ベア・ナックルとは無関係の作品として（ヨーロッパでリリース予定もしていた、セガヨーロッパとその事に関してもめた事もある）、1997年にPlayStationとNINTENDO 64用ソフトとして発売された。1998年には日本のエレクトロニック・アーツ・スクウェアから『メタルフィスト』というタイトルでPlayStation版が発売された。
ドリームキャストでの続編の計画では、Fighting Forceをベアナックルの続編としてセガサターンに移植する計画の失敗後、1999年に古代祐三の曲付きで、セガのアメリカは3D化した、ベルトスクロールタイプや、FPSのような一人称視点タイプのアイデアを練って、基本操作が可能なプロトタイプを製作し、デモ映像も公開するが、セガのアメリカはベアナックルシリーズの歴史やファン層のことを知らなかったため、このデモ映像を見た日本のセガが、試作したこのゲームはベアナックルのゲームでない、悪いアイデアだと判断し、商品化されることはなかった。
同作の主人公の1人ホークはアクセルに似た格闘スタイルをしている。13ステージに登場するボスは『II』、『III』のジェットとロケットに類似しており、他にドクター・ゼンと言う悪の科学者の最終ボスがいるが、『III』のドクター・ザンと類似した名前をしており、顔も似ている他、Dr.ゼロに似た設定でもある。バイクに乗って攻撃して来る敵（『II』、『III』の敵）、黒スーツの敵（『III』のブロンズ、シルバー、ゴールド）、エレベーターのステージシーンでエレベーターから敵を投げ落とて倒したり、『III』のエレベーターのシーンに似たこともできる。『III』のようにステージ内に分岐点があったり、必殺技の時の体力消耗、『III』のステージに似たステージがあったりする。他に海外で発売されているドリームキャストとPlayStationの続編『Fighting Force 2』にも、『ベア・ナックル2』に類似したボスキャラクターの名前などが登場するなど、『ベア・ナックル』（特に『III』）との類似点もいくつか見られる。
3DS版『II』をプロデュースしたセガゲームス（当時）の奥成洋輔は、2015年のファミ通とのインタビューの中で、自分が作ったものも含めて少なくとも3種類の『IV』候補が出ていたことを明らかにしている。また、奥成は、新作がシリーズの印象を下げたケースあったことにも触れ、『ベア・ナックル』シリーズではそれを避けたいと思って大事にした結果が空白につながったのではないかと推測している。

## ベア・ナックルIV
2020年4月30日、フランスを拠点とするパブリッシャー・DotEmuは『ベア・ナックルIV』を発売した。
同作は、セガが与えた正式なライセンスの元、DotEmuのほか、セガの別作『ワンダーボーイ ドラゴンの罠』をリメイクしたLizardcubeおよびGuard Crush Gamesによる3社共同開発体制で制作された。
また、同年7月30日には、3gooより、PS4・Switch用のパッケージソフト『ベア・ナックルIV スペシャルエディション』が発売される予定である。
グラフィックは2Dセルタッチアニメ的な描画となっている一方、条件を満たすと歴代作品の主人公がプレイヤーキャラクターとして使えるようになる。
また同作の音楽は、オリジナル版を手掛けた古代祐三と川島基宏が新規に作曲したキーミュージックを提供するほか、ファイナルファイトで一部楽曲を担当した下村陽子らが楽曲を提供した。

## Streets of Rage: Revolution（英語仮称）
「The Game Awards 2023」内で発表。現時点では日本語タイトルは付けられていない。
公式文書によると、説明には次のように記載されている。「人気の横スクロールアクションシリーズ！ 元警官の一人を操作して、人々が「Streets of Rage」を歩む必要のない街を作りましょう！」。

## 関連作品
- ベア・ナックルコレクション - Xbox 360のセガエイジスオンライン作品として発売。シリーズ1,2,3を収録。
- 『PROJECT X ZONE 2:BRAVE NEW WORLD』 - アクセル・ストーン（声・杉田智和）がソロユニットとして参戦。アクセルの声優は古代祐三の推薦でキャスティングされている[44]。
- Streets Of Kamurocho - 龍が如くシリーズを題材としたベルトスクロールアクションゲームであり、システムは『ベア・ナックルII 死闘への鎮魂歌』がもとになっている[45]。

## 亜流作品
Streets of Rage Remake
スペインのBOMBER GAMESというグループが作成したリメイク版。内容はベアナックル『III』をベースに『I』や『II』のキャラクターやステージを詰め込めるだけ詰め込んで、さらにオリジナル要素も加えた、一言で言えば「ベアナックルのごった煮」である。2P側をCPUにすることで一人でも2人同時プレイができる、ステージの途中に分岐がありコースを選択できる、プレイ中に拾ったアイテムをポイントにして追加キャラクターや隠し要素を購入できる、などの特徴がある。使用可能なプレイヤーキャラクターは初期状態で、アクセル、ブレイズ、アダム、マックス、スケート（サミー）、ザンの6人、最大12人（匹）まで増える。BGMは『I』〜『III』のアレンジ曲が使われている。
長らくバージョン4.01βのまま更新が止まっていたが、2011年4月にバージョン5.0がリリースされ、BOMBER GAMESでは、これを一応の完成版としている。以前は公式サイトのフォーラムでバイナリパッケージも配布されていたが、2013年現在では海外サイト「Streets of Rage Online」でWindows版、macOS版、Xbox版のバージョン5.0aが配布されている。